# Підпалий Андрій Володимирович
Підпалий Андрій Володимирович(10 травня 1970, Київ)  — український поет і літературознавець, викладач. Кандидат філологічних наук, доцент.

## Біографія
Народився 10 травня 1970 року у місті Києві. Його батько — український поет Володимир Підпалий. 
Освіта: Київський університет ім. Т. Шевченка, кафедра теорії літератури і наукової критики (1988-1993), керівник дипломної роботи проф., д.філонл.н. Дубина М.І.
Аспірантура: кафедра теорії літератури і компараративістики в КНУ ім. Т.Шевченка (2000-2003), науковий керівник проф., д.філол.н. Костенко Н.В.. 
Захистив там же кандидатську дисертацію з теорії літератури (2004). Отримав звання доцента (МОН) теорії літератури та компаративістики в Київському славістичному університеті (2008).
Активний діяч самвидаву 1995—2000 років. Інколи виступає як літературний критик.

## Творчість
Твори Підпалого написані в авангардній та поставангардній стилістиці. Для поезії Підпалого властиве «язичницьке відчуття слова та образу, своєрідне, суто езотеричне кодування сенсу та постбарокова герметичність».

## Поезія
- "Тексти № 1″ (1995 р.),
- "2+4″ (1995 р.),
- «Якісь події» (1995 р.),
- «Вечеря, відпочинок і ляльки» (1996 р.),
- «Погляд у фіорді (Я згоден)» (1996 р.),
- «Місто з каналами (Індиго)» (1997 р.)
- «Крейдяні написи» (1997)
- «Без назви» (1999)
- «Каналами повними латаття» (2000)

та ін.
Головні публікації на сторінкаж журналів: «Київ», «Світо-вид», «Сучасність», «Кур'єр Кривбасу», саме в «Кур'єрі Кривбасу» був постійним автором.
«Події та невідворотність» Львів, — Кальварія, 2003

## Літературознавство
- http://chtyvo.org.ua/authors/Pidpalyi_Andrii/Marhinalni_formy_v_ukrainskii_poezii_XX_stolittia/ [Архівовано 26 серпня 2017 у Wayback Machine.]
- Маргінальні форми віршування в українській поезії двадцятого сторіччя, дисертація канд. філол. наук: 10.01.06 / Київський національний ун-т ім. Тараса Шевченка. — К., 2004.
- Омовлення галюцинацій світу (про творчість Станіслава Вишенського) // Станіслав Вишенський, Полювання на мисливця. — Київ: 2007. — с. 656—659.
- http://www.irbis-nbuv.gov.ua/cgi-bin/irbis_nbuv/cgiirbis_64.exe?I21DBN=LINK&P21DBN=UJRN&Z21ID=&S21REF=10&S21CNR=20&S21STN=1&S21FMT=ASP_meta&C21COM=S&2_S21P03=FILA=&2_S21STR=vkp_2019_7_10 [Архівовано 22 січня 2021 у Wayback Machine.]